# Phare avant de Port Borden
Le phare avant de Port Borden (en anglais : Port Borden Range Front Light) est un phare d'alignement  désactivé qui est situé au port de Borden-Carleton dans le comté de Prince (province de l'Île-du-Prince-Édouard), au Canada. Il fonctionnait conjointement avec le phare arrière de Port Borden.
Ce phare était géré par la Garde côtière canadienne .

## Histoire
Ce feu d’alignement avant donne sur le détroit de Northumberland et le port de Borden sur la côte Sud de l’Île-du-Prince-Édouard. C’est une tour pyramidale blanche en bois, mise en service en 1917, avec une façade fortement inclinée. Il possède une galerie de veille et une lanterne carrée. Il a été changé plusieurs fois de place, en 1923 et en 1954-1955. Fonctionnant conjointement avec le feu d'alignement arrière, il servait à guider les navires vers le port, pour la pêche et le service de ferry. Les deux feux ont été désactivés en 1997 après la mise en fonction du pont de la Confédération reliant l'île au continent.

## Description
Le phare est une tour pyramidale en bois de 6,5 m de haut. Il émettait, à une hauteur focale de 215 m, un feu fixe jaune. Sa portée nominale n'est pas connue.
Identifiant : ARLHS : CAN-803 - ex-Amirauté : H-1040 - .

### Lien connexe
- Liste des phares de l'Île-du-Prince-Édouard